# Chiesa vecchia dei Santi Pietro e Paolo (Ceriana)
La chiesa vecchia dei Santi Pietro e Paolo - erroneamente detta di Santo Spirito - è un luogo di culto cattolico situato nel comune di Ceriana, in piazza Santo Spirito, in provincia di Imperia. Vicino all'edificio è l'oratorio di Santa Caterina d'Alessandria.
La fondazione della prima chiesa risalirebbe al periodo tra il XI e il XII secolo; di dimensioni ridotte, aveva probabilmente esclusive funzioni cimiteriali, lo prova la sua posizione fuori del centro storico ed era intitolata originariamente a san Pietro. L'edificio fu ricostruito, ampliandolo, tra la fine del XV secolo e gli inizi del XVI secolo con orientamento perpendicolare rispetto alla vecchia costruzione. Nel 1546 venne riconsacrata e dedicata ai santi Pietro e Paolo, contitolari dell'attuale chiesa parrocchiale omonima in paese, nella diocesi di Ventimiglia-San Remo. 

## Storia e descrizione

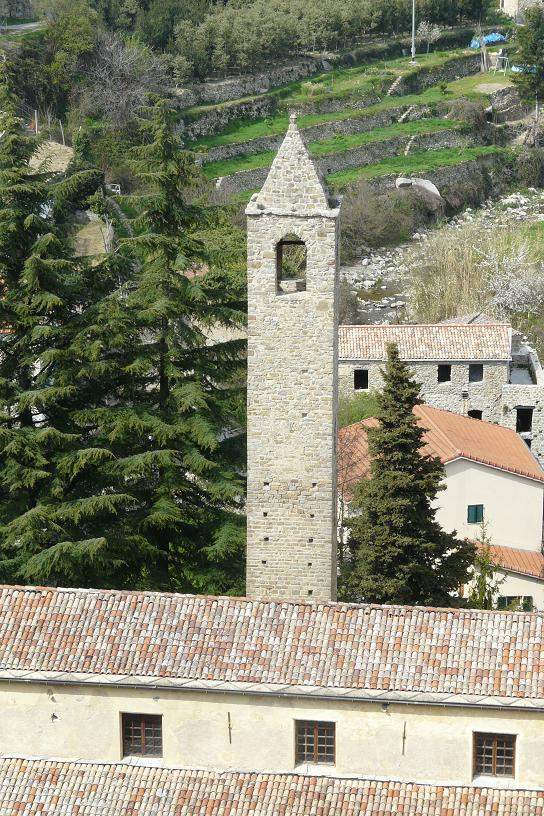
Il campanile

La chiesa attuale conserva elementi architettonici in stile romanico e nel pavimento, visibili, parte delle fondamenta della prima antica chiesa. Sul lato nord si trova il campanile, la cui parte inferiore risalirebbe al XII secolo. 
Nel 1516 papa Leone X la elevò al rango di prevostura, poiché la prevostura di Sant'Andrea, a causa dell'aumento della popolazione non era abbastanza capiente. Ebbe comunque anche funzioni cimiteriali fino alla metà circa del XIX secolo.
L'aula è divisa in due settori da un muretto trasversale che delimitava la parte anteriore, riservata agli uomini, da quella posteriore, riservata alle donne. In corrispondenza di tale muro si trova il pulpito, realizzato con una colonna mozza in pietra con capitello decorato su cui si innesta una struttura in legno scolpito. Cinque coppie di colonne litiche, con capitelli a decorazioni fitomorfe in pietra, reggenti arcate gotiche, dividono la navata centrale da quelle laterali. 
Il settore absidale è stato ampliato nel XVII secolo e decorato in forma barocca. Sotto questa nuova parte dell'abside e sotto la coeva sacrestia "passa la strada publica"; nel XVIII secolo furono sopraelevati i muri della navata centrale. Negli anni ottanta e novanta del XX secolo, a seguito della disastrosa nevicata del 1985, la chiesa fu mirabilmente restaurata. 
Entrambi i portali laterali presentano decorazioni e iscrizioni scultoree di primissima importanza. Quello sinistro è protetto da un protiro a due colonnette anteriori con capitelli decorati.  
Sia il polittico di San Pietro, raffigurato in abiti pontificali, tra sant'Andrea e san Paolo, completato il 17 giugno 1526, di indirizzi pittorici diversi, e il Cristo del XV secolo, entrambi restaurati, sono conservati nella nuova chiesa parrocchiale dei Santi Pietro e Paolo in piazza Marconi.